# Sarcodon
Sarcodon Quél. ex P. Karst., Revue mycol., Toulouse 3(9): 20 (1881).
Sarcodon è un genere di funghi basidiomiceti appartenente alla famiglia Bankeraceae.

## Descrizione
Carpoforocarnoso, di taglia a volte anche molto grande.
Cappellospianato, a volte depresso, di colore brunastro, di solito ricoperto da piccole squame più scure.
Imenoforocostituito da aculei facilmente staccabili, di colore bruno-grigiastro.
Gamboeccentrico, pieno, carnoso.
Carnecompatta negli esemplari giovani, più molle in quelli maturi.
Odorefungino, molto più marcato negli esemplari secchi.

## Specie di Sarcodon
La specie tipo è Sarcodon imbricatus (L.) P. Karst., altre specie incluse sono:
- Sarcodon aglaosoma Maas Geest. (1976)
- Sarcodon amarescens (Quél.) Quél. (1883)
- Sarcodon atroviridis (Morgan) Banker (1906)
- Sarcodon bubalinus (Pers.) Maas Geest. (1956)
- Sarcodon caliginosus Maas Geest. (1974)
- Sarcodon calvatus (K.A. Harrison) K.A. Harrison (1984)
- Sarcodon candidus (J.C. Schmidt) Quél. (1886)
- Sarcodon carbonarius G. Cunn. ex Maas Geest. (1964)
- Sarcodon catalaunicus Maire (1937)
- Sarcodon commutatus Bourdot & Galzin (1924)
- Sarcodon conchyliatus Maas Geest. (1971)
- Sarcodon cyanellus (K.A. Harrison) K.A. Harrison (1984)
- Sarcodon cyanellus (K.A. Harrison) Stalpers (1993)
- Sarcodon cyrneus Maas Geest. (1975)
- Sarcodon cyrneus Maas Geest. (1975)
- Sarcodon deltinum R. Heim (1943)
- Sarcodon dissimulans K.A. Harrison (1984)
- Sarcodon excentricus Coker & Beers (1951)
- Sarcodon excentricus Coker & Beers ex R.E. Baird (1985)
- Sarcodon fennicus (P. Karst.) P. Karst. (1887)
- Sarcodon fragilis (Pers.) P. Karst. (1881)
- Sarcodon fragrans Chodat & C. Martín (1889)
- Sarcodon fuligineoviolaceus Banker
- Sarcodon fuligineoviolaceus (Kalchbr.) Pat. (1900)
- Sarcodon fuscoindicus (K.A. Harrison) Maas Geest. (1967)
- Sarcodon fusipes (Pers.) Pat. (1900)
- Sarcodon glaucopus Maas Geest. & Nannf. (1969)
- Sarcodon gracilis (Fr.) Quél. (1886)
- Sarcodon harrisonii R.E. Baird (1985)
- Sarcodon humilis Maas Geest. (1971)
- Sarcodon ianthinus Maas Geest. (1974)
- Sarcodon illudens Maas Geest. (1976)
- Sarcodon indurescens (D. Hall & D.E. Stuntz) Stalpers (1993)
- Sarcodon inopinatus Donk (1933)
- Sarcodon joeides (Pass.) Bat.
- Sarcodon laevigatus (Sw.) P. Karst. (1881)
- Sarcodon lanuginosus (K.A. Harrison) K.A. Harrison (1984)
- Sarcodon lepidus Maas Geest. (1975)
- Sarcodon leucopus (Pers.) Maas Geest. & Nannf. (1969)
- Sarcodon lobatus Nikol. (1964)
- Sarcodon lundellii Maas Geest. & Nannf. (1969)
- Sarcodon martioflavus (Snell, K.A. Harrison & H.A.C. Jacks.) Maas Geest. (1964)
- Sarcodon maximus P. Karst.
- Sarcodon mediterraneus A. Ortega & Contu (1991)
- Sarcodon piperatus Coker (1939)
- Sarcodon piperatus (Coker ex Maas Geest.) K.A. Harrison (1984)
- Sarcodon praestans Maas Geest. (1974)
- Sarcodon procerus Maas Geest. (1967)
- Sarcodon quietus Maas Geest. (1967)
- Sarcodon regalis Maas Geest. (1975)
- Sarcodon regalis Maas Geest. (1975)
- Sarcodon rimosus (K.A. Harrison) K.A. Harrison (1984)
- Sarcodon roseolus Banker (1913)
- Sarcodon rutilus Maas Geest. (1974)
- Sarcodon scabripes (Peck) Banker (1906)
- Sarcodon scabrosus (Fr.) P. Karst. (1881)
- Sarcodon squamosus (Schaeff.) Quél. (1886)
- Sarcodon stereosarcinon Wehm. (1940)
- Sarcodon subfelleus (K.A. Harrison) K.A. Harrison (1984)
- Sarcodon subincarnatus (K.A. Harrison) K.A. Harrison (1984)
- Sarcodon subsquamosus (Batsch) P. Karst. (1881)
- Sarcodon thwaitesii (Berk. & Broome) Maas Geest. (1964)
- Sarcodon underwoodii Banker (1906)
- Sarcodon ussuriensis Nikol. (1961)
- Sarcodon ustalis (K.A. Harrison) K.A. Harrison (1984)
- Sarcodon versipellis (Fr.) Nikol. (1961)
- Sarcodon violaceus Quél.
- Sarcodon wrightii (Berk. & M.A. Curtis) Maas Geest. (1967)